# Korea Open 2018 (теніс)
Korea Open 2018 (також відомий під спонсорською назвою KEB Hana Bank Korea Open 2018) - професійний жіночий тенісний турнір, що проходив на кортах з твердим покриттям у Сеулі (Південна Корея). Відбувсь уп'ятнадцяте. Проходив у рамках Туру WTA 2018. Тривав з 17 до 23 вересня 2018 року.

## Очки і призові

### Нарахування очок
| Дисципліна       | П   | Ф   | ПФ  | ЧФ | 1/8 | 1/16 | Q   | Q2  | Q1  |
| Одиночний розряд | 280 | 180 | 110 | 60 | 30  | 1    | 18  | 12  | 1   |
| Парний розряд    | 280 | 180 | 110 | 60 | 1   | Н/Д  | Н/Д | Н/Д | Н/Д |

### Призові гроші
| Дисципліна       | П       | Ф       | ПФ      | ЧФ     | 1/8    | 1/16   | Q2     | Q1   |
| Одиночний розряд | $43,000 | $21,400 | $11,500 | $6,175 | $3,400 | $2,100 | $1,020 | $600 |
| Парний розряд *  | $12,300 | $6,400  | $3,435  | $1,820 | $960   | Н/Д    | Н/Д    | Н/Д  |

* на пару

## Учасниці основної сітки в одиночному розряді

### Сіяні
| Країна            | Гравчиня             | Рейтинг1 | Сіяна |
| ----------------- | -------------------- | -------- | ----- |
| Латвія            | Олена Остапенко      | 10       | 1     |
| Нідерланди        | Кікі Бертенс         | 12       | 2     |
| Греція            | Марія Саккарі        | 31       | 3     |
| Словаччина        | Магдалена Рибарикова | 34       | 4     |
| Бельгія           | Алісон ван Ейтванк   | 38       | 5     |
| Китайський Тайбей | Сє Шувей             | 39       | 6     |
| Румунія           | Ірина-Камелія Бегу   | 53       | 7     |
| Бельгія           | Кірстен Фліпкенс     | 56       | 8     |

- 1 Рейтинг подано станом на 10 вересня 2018

### Інші учасниці
Нижче наведено учасниць, які отримали вайлдкард на участь в основній сітці:
- Choi Ji-hee
- Чан Су Джон
- Park So-hyun

Учасниці, що потрапили в основну сітку завдяки захищеному рейтингу:
- Маргарита Гаспарян
- Бетані Маттек-Сендс
- Менді Мінелла

Нижче наведено гравчинь, які пробились в основну сітку через стадію кваліфікації:
- Мона Бартель
- Варвара Флінк
- Han Na-lae
- Прісцілла Хон
- Деяна Раданович
- Джил Тайхманн

### Знялись з турніру
- Сорана Кирстя → її замінила  Луксіка Кумхун
- Катерина Макарова → її замінила  Бетані Маттек-Сендс
- Татьяна Марія → її замінила  Даліла Якупович

## Учасниці основної сітки в парному розряді

### Сіяні
| Країна    | Гравчиня           | Країна    | Гравчиня                 | Рейтинг1 | Сіяна |
| --------- | ------------------ | --------- | ------------------------ | -------- | ----- |
| Румунія   | Ірина-Камелія Бегу | Румунія   | Ралука Олару             | 77       | 1     |
| Словенія  | Даліла Якупович    | Хорватія  | Дарія Юрак               | 104      | 2     |
| Австралія | Еллен Перес        | Австралія | Родіонова Аріна Іванівна | 196      | 3     |
| Німеччина | Мона Бартель       | Швеція    | Юганна Ларссон           | 202      | 4     |

- 1 Рейтинг подано станом на 10 вересня 2018

### Інші учасниці
Нижче наведено пари, які отримали вайлдкард на участь в основній сітці:
- Choi Ji-hee /  Han Na-lae
- Чан Су Джон /  Kim Na-ri

## Переможниці

### Одиночний розряд
- Кікі Бертенс —  Айла Томлянович 7–6(7–2), 4–6, 6–2

### Парний розряд
- Choi Ji-hee /  Han Na-lae —  Hsieh Shu-ying /  Сє Шувей 6–3, 6–2